# 여남중학교 안도분교
여남중학교 안도분교(麗南中學校 安島分校)는 전라남도 여수시 남면 안도리에 있었던 공립 중학교이다.

## 학교 연혁
- 1985년 4월 25일 : 개교
- 2020년 2월 29일 : 35년만에 폐교[1]

## 참고 자료
- 여남중학교 안도분교 - 한국교육학술정보원 학교알리미